# Köln (regierungsbezirk)
Regierungsbezirk Köln er en af fem regierungsbezirke i den tyske delstat Nordrhein-Westfalen. Den ligger i den sydvestlige del af Nordrhein-Westfalen og er en af de mest befolkningsrige bezirke i Tyskland samt blandt de bezirke med højeste befolkningstæthed. I Köln-bezirket findes Eifel-bjergområdet samt Bergisches Land.
Bezirket grænser mod nord op til Düsseldorf, mod øst til Arnsberg, mod syd til delstaten Rheinland-Pfalz og mod vest til Belgien og Holland.

## Nuværende opdeling i landkreise og byer
| Landkreise | Kreisfreie byer                         |
| --- | --------------------------------------- |
| 1. Kreis Aachen 2. Kreis Düren 3. Kreis Euskirchen 4. Kreis Heinsberg 5. Oberbergischer Kreis 6. Rhein-Erft-Kreis 7. Rhein-Sieg-Kreis 8. Rheinisch-Bergischer Kreis | 1. Aachen 2. Bonn 3. Köln 4. Leverkusen |